# Bagrichthys
Bagrichthys là một chi cá thuộc Họ Cá lăng. Tất cả các thành viên này đều được tìm thấy ở Đông Nam Á. Khi trưởng thành những con cá trong chi có thể phát triển lên đến 20–40 centimetres (8–16).

## Các loài
Hiện hành chi này có 07 loài đã được mô tả
- Bagrichthys hypselopterus (Bleeker, 1852) (Blacklancer catfish)
- Bagrichthys macracanthus (Bleeker, 1854) (Black lancer catfish)
- Bagrichthys macropterus (Bleeker, 1854) (False black lancer)
- Bagrichthys majusculus H. H. Ng, 2002
- Bagrichthys micranodus T. R. Roberts, 1989
- Bagrichthys obscurus H. H. Ng, 1999
- Bagrichthys vaillantii (Popta, 1906)